# Еразъм Омани
Сър Еразъм Омани (на английски: Erasmus Ommanney) е английски флотски офицер, адмирал, изследовател на Арктика, член на Кралско географско дружество (1848).

## Ранни години (1814 – 1835)
Роден е на 22 май 1814 година Лондон, Великобритания, в многолюдно семейство – седми син от осем сина и три дъщери. Баща му е застрахователен морски агент. На 12-годишна възраст, както е традицията по това време, постъпва във Кралския военноморския флот. Още същата година участва в плаване до Португалия, а на 20 октомври 1827 се сражава едва 13-годишен в битката при Наварин.

## Военноморска кариера и изследователска дейност (1835 – 1877)
През декември 1835 г. е повишен в звание старши лейтенант и същия месец участва в спасяването на затиснати от ледовете китоловци в Бафиновия залив. През октомври 1840 е повишен в капитан-лейтенант и от август 1841 до края на 1844 служи на кораба „Везувий“, с който патрулира в Средиземно море и участва в блокадата на мароканския град Танжер. На 9 ноември 1846 е произведен в капитан 2-ри ранг и в периода 1847 – 1848 работи в държавната комисия, отговаряща за предотвратяването на глада в Ирландия.
От 1845 г. е научен сътрудник на Кралското географско дружество, а на 4 юни 1848 е избран за негов член.
През 1850 – 1851 г. участва като заместник-командващ и капитан на кораба „Асистанс“ в експедицията ръководена от Хорацио Остин за търсене на Джон Франклин. На 25 август 1850 на нос Райли (югозападния край на остров Девън) открива следи от лагер и остатъци от различни предмети, показващи, че на това място са пребивавали отряд матроси от кралския (британски) флот. По този начин Омани открива първите доказателства за трагичната съдба на Джон Франклин и неговия екипаж. През април 1851 г. отряд възглавяван от него пресича протока Бароу и открива северния и северозападен бряг на остров Принц Уелски до залива Омани (73°00′ с. ш. 101°00′ з. д. / 73° с. ш. 101° з. д.). За направените открития в Арктика е награден с медал.
От декември 1851 до 1854 г. е заместник-началник на Британската брегова охрана. Взема участие в Кримската война като командир на кораба „Евридика“, с който блокира подстъпите към Бяло море и доставката на храни и оръжие за Русия чрез пристанището на Архангелск. На 14 януари 1853 г. е избран за член на Кралското астрономическо дружество.
На 14 юли 1871 г. Омани е произведен в чин контраадмирал и на 1 януари 1875 се пенсионира. На 1 август 1877 става вицеадмирал и същата година е посветен в рицарско звание за участието му в спасителната експедиция в Арктика през 1850 – 1851 г.

## Следващи години (1877 – 1904)
След пенсионирането си участва активно в заседанията на Кралското географско дружество и на Британската асоциация за напредък на науката, като в продължение на много години е съветник към двете организации. През 1902 г. му е присъдено звание пълен адмирал.
Умира на 21 декември 1904 г., на 90-годишна възраст в дома на сина си в курорта Саутси в Хемпшир.

## Памет
Неговото име носят:
- връх Омани (56°11′ с. ш. 134°40′ з. д. / 56.183333° с. ш. 134.666667° з. д.), в най-южната точка на остров Баранов в архипелага Александър, Аляска;
- залив Омани (73°00′ с. ш. 101°00′ з. д. / 73° с. ш. 101° з. д.), в северозападната част на остров Принц Уелски, в Канадския арктичен архипелаг;
- нос Омани (56°10′ с. ш. 134°40′ з. д. / 56.166667° с. ш. 134.666667° з. д.), най-южната точка на остров Баранов в архипелага Александър, Аляска;
- остров Омани (81°23′ с. ш. 54°55′ и. д. / 81.383333° с. ш. 54.916667° и. д.), в северната част на архипелага Земя на Франц Йосиф.